# Presidentvalet i Ukraina 2010
Presidentvalet i Ukraina 2010 ägde rum 17 januari och 7 februari 2010. 
Den tidigare premiärminister Viktor Janukovytj vann valet. Han fick i andra valomgången 48,95 procent av rösterna mot 45,47 procent för premiärminister Julia Tymosjenko. 4,36 procent hade valt alternativet "emot båda kandidaterna". Valdeltagandet i andra valomgången angavs till 69,1 procent, motsvarande 24,6 miljoner av de röstberättigade ukrainarna. Den centrala valkommissionen förklarade 14 februari Janukovytj till vald president av Ukraina.  Utländska observatörer ansåg att valet av allt att döma gick rätt till. 
Ukrainas president väljs för en period av fem år i direkta, allmänna val. Ingen kan väljas till mer än två på varandra följande presidentvalsperioder. Valet 2010 är det femte presidentvalet i Ukraina sedan självständigheten 1991. För att kandidera i presidentvalet måste man vara fyllda 35 år, ha ukrainskt medborgarskap, ha bott i Ukraina minst tio år före valdagen och behärska landets officiella språk, ukrainska. Valet var organiserat i 225 valdistrikt i Ukraina och på 113 platser utomlands.

## Valresultat
| Kandidat - Parti                               | 1:a val 17/1 | 1:a val 17/1 | 2:a val 7/2 | 2:a val 7/2 |
| Viktor Janukovytj — Regionernas parti          | 8 686 642    | 35,32        | 12 481 266  | 48,95       |
| Julia Tymosjenko — Fäderneslandsförbundet      | 6 159 810    | 25,05        | 11 593 357  | 45,47       |
| Serhij Tihipko — Självnominerad                | 3 211 198    | 13.05        |             |             |
| Arsenij Jatsenjuk — Självnominerad             | 1 711 737    | 6,96         |             |             |
| Viktor Jusjtjenko — Självnominerad             | 1 341 534    | 5,45         |             |             |
| Petro Symonenko — Ukrainas kommunistiska parti | 872 877      | 3,54         |             |             |
| Volodymyr Lytvyn — Narodna Partija             | 578 883      | 2,35         |             |             |
| Oleh Tjahnybok — Ukrainska Frihetsunionen      | 352 282      | 1,43         |             |             |
| Anatolij Hrytsenko — Självnominerad            | 296 412      | 1,20         |             |             |
| Inna Bohoslovska — Självnominerad              | 102 435      | 0.41         |             |             |
| Oleksandr Moroz — Ukrainska Socialist Parti    | 95 169       | 0,38         |             |             |
| Jurij Kostenko — Ukrainska folkpartiet         | 54 376       | 0,22         |             |             |
| Liudmyla Suprun — Folkets demokratiska parti   | 47 349       | 0,19         |             |             |
| Vasilij Protyvsih — Självnominerad             | 40 352       | 0,16         |             |             |
| Oleksandr Pabat — Självnominerad               | 35 474       | 0,14         |             |             |
| Serhij Ratusjniak — Självnominerad             | 29 795       | 0,12         |             |             |
| Mykhajlo Brodskyj — Självnominerad             | 14,991       | 0.06         |             |             |
| Oleh Rjabokon — Självnominerad                 | 8 334        | 0,03         |             |             |
| Mot alla                                       | 542 819      | 2,20         | 1 113 055   | 4,36        |
| Icke godkända                                  | 405 789      | 1,65         | 305 851     | 1,19        |
| Totalt                                         | 24 588 268   | 100,00       | 25 493 529  | 100,00      |

| Viktor Jusjtjenko 7 februari 2010, resultat (48,96 %) | Julia Tymosjenko 7 februari 2010, resultat (45,48 %) |

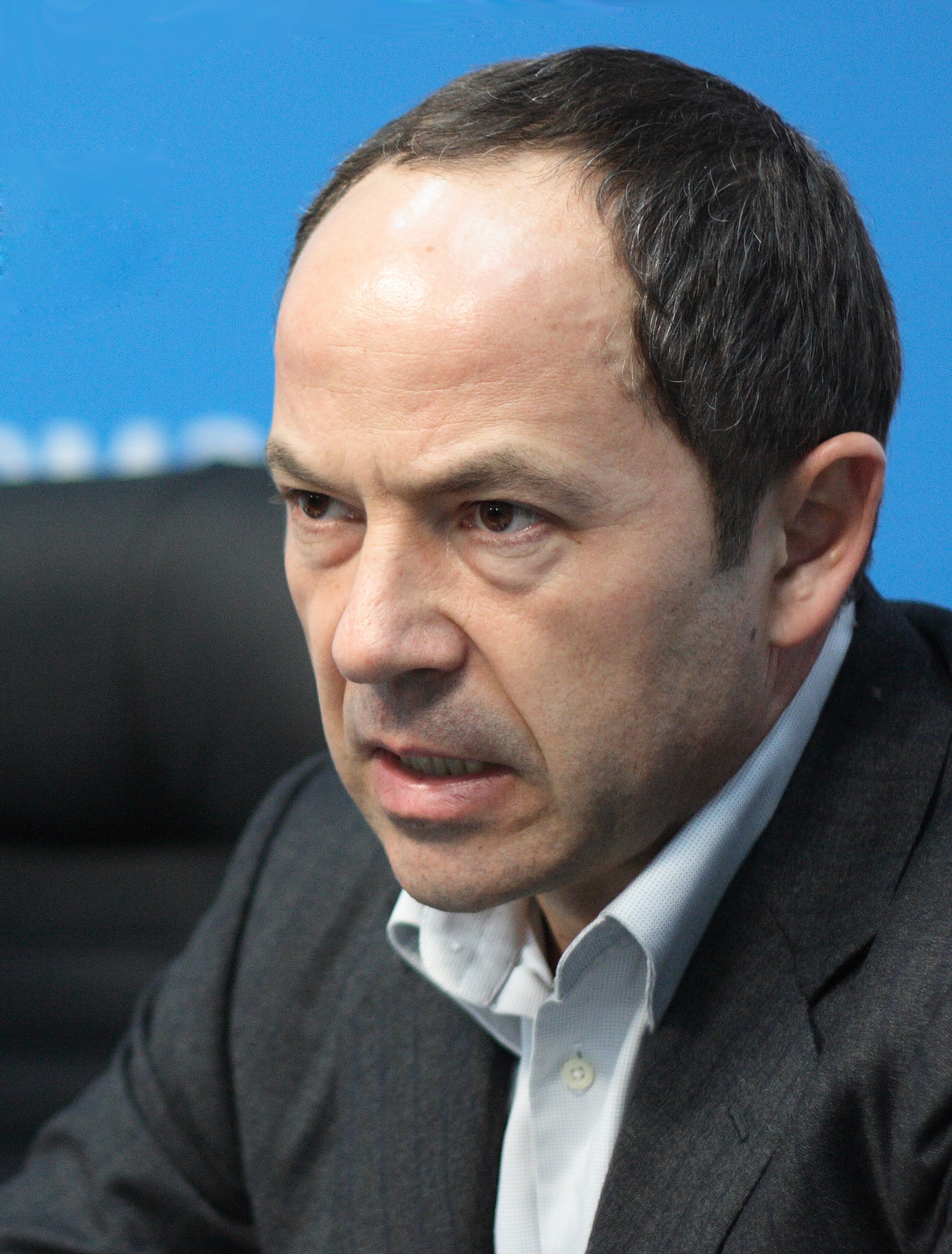
Förre Swedbank-chefen Serhij Tihipko fick 13,05 % av rösterna och blev 3:a i valet. Han var en av de tänkbara kandidaterna till premiärministerposten.

Ovanstående kartor bygger på den totala andelen av de nationella rösterna.

| Viktor Jusjtjenko 7 februari 2010, resultat (48,96 %) | Julia Tymosjenko7 februari, 2010, resultat (45,48 %) |

## Valrörelsen

### Opinionsmätningar
Sista opinionsmätning gjort 5 - 13 december 2009.
Källa: 
| Kandidat              | Parti                        | 1:a val 17/1 | Val i ev. 2:a omgång 7/2 |
| Viktor Janukovytj     | Regionernas parti            | 33,3%        | 46,7%                    |
| Julia Tymosjenko      | Fäderneslandsförbundet       | 16,6%        | 30,0%                    |
| Serhij Tihipko        | Självnominerad               | 7,4%         |                          |
| Arsenij Jatsenjuk     | Självnominerad               | 6,7%         |                          |
| Volodymyr Lytvyn      | Narodna Partija              | 4,1 %        |                          |
| Viktor Jusjtjenko     | Självnominerad               | 3,8%         |                          |
| Petro Symonenko       | Ukrainas kommunistiska parti | 3,4%         |                          |
| Anatoliy Hrytsenko    | Självnominerad               | 3,2%         |                          |
| Andra                 |                              | 9,0%         | 13,2%                    |
| Mot alla              |                              | 3,5%         | 3,6                      |
| Kommer inte att rösta |                              | 4,3%         | 4,5%                     |
| Osäker                |                              | 9,0%         | 6,5%                     |
| totalt                |                              | 100,0 %      | 100,0 %                  |

3 038 personer från alla regioner i Ukraina deltog i undersökningen. Felmarginalen är inte större än 1,8%
Enligt en opinionsmätning av FOM-Ukraine i september/oktober 2009 förväntades valdeltagandet att bli över 85,1%
Efter 2 januari 2010, 15 dagar före valet, var det enligt ukrainsk lag inte längre tillåtet att offentliggöra opinionsmätningar.

### Viktiga frågor i valrörelsen
Det förekom en hel del "fula grepp" under valkampanjen. Tidningarna i Ukraina skrev om flygblad som spridits i västra Ukraina med uppmaningen "Rösta inte på judinnan". Tymosjenko har inte judisk bakgrund, men det är populärt i den här stärkt nationalistiska regionen att spela på de antisemitiska känslor. Frågan är särskilt laddad i västra Ukraina som har en besvärande historia i relationen till judar på grund av att ett stort antal ukrainska judar mördades av ukrainska nationalister under andra världskriget. Vem som låg bakom flygbladen är okänt. Janukovytjs stab tog bestämt avstånd från dem.
Svininfluensan blev hösten 2009, mitt under valkampen, ett viktigt politiskt tema. I Ukraina dog officiellt 71 personer i influensa under oktober-november 2009, men bara ett fåtal av de döda konstaterades ha lidit av svininfluensan, A/H1N1. Den totala dödssiffran skiljde sig inte mycket från hur det brukar se ut under influensatider. Ändå stängde premiärminister Julia Tymosjenko landets skolor och universitet i tre veckor och president Viktor Jusjtjenko bad om hjälp med svininfluensan från EU, USA och till och med Nato. Oppositionsledaren Viktor Janukovytj och hans parti krävde hälsominister Vasyl Knjazevytjs avgång och genomförde uppmärksammade insamlingar för de drabbade.
Att pandemin fick så stor politisk uppmärksamhet kopplade många analytiker till presidentvalet, där Tymosjenko, Janukovytj och Jusjtjenko var bittra rivaler. De försökte utnyttja situationen till att stärka sina egna positioner och försvaga motståndarna. Ukraina varskodde om att presidentvalet kunde skjutas upp till maj om influensaläget förvärrades, något som aldrig skedde.

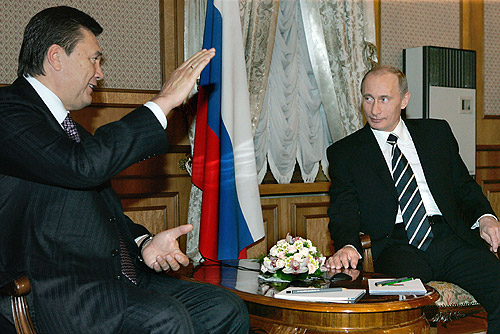
Janukovytj under sin tid som premiärminister vid ett möte 2006 med Rysslands dåvarande president Vladimir Putin. Janukovytj lovade i valkampen att styra Ukraina med inriktning på ett nära samarbete med Ryssland och att stärka det ryska språkets status i Ukraina.

De viktigaste frågorna som togs upp i valrörelsen var:
- Ekonomin [6]
- Sjukvård
- Bostadspolitik
- Ukrainas medlemskap i NATO och CSTO
- Ukrainas integration i Europa
- Relationerna mellan Ukraina och Ryssland [7][8]
- Grundlagsreform
- EM i fotboll 2012
- Ryska språkets status i Ukraina

### Första valomgången

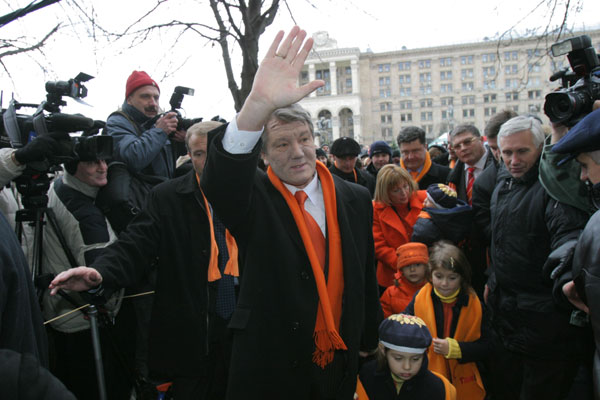
Sittande presidenten Viktor Jusjtjenko, som kom till makten efter den orangea revolutionen 2004, var chanslös. Redan inför valet fick han bara stöd av några få procent av väljarna, och i valet i fick han endast 5,45 % av rösterna.

Efter resultatet i den första valomgången stod valet mellan de två förhandsfavoriterna – Janukovitj som i första valomgången fick 35,33 % av rösterna och Tymosjenko som fick 25,04 %. Eftersom ingen kandidat kom att nå över 50 procent i första valomgången 17 januari blev det en andra omgång 7 februari med deltagande av de två kandidater som fått flest röster. Valdeltagandet i första valomgången var 67 procent, och enligt officiella siffror röstade 24 588 261 väljare.
Bland av de 16 andra kandidaterna fick förre Swedbank-chefen Serhij Tihipko 13,05 % av rösterna. Övriga var långt efter, och där ingick parlamentets talman Volodymyr Lytvyn, hans företrädare Arsenij Jatsenjuk och kommunistledaren Petro Symonenko. Den sittande presidenent Viktor Jusjtjenko ställde upp för omval men hade inte en chans. Stödet för honom hade sjunkit stadigt sedan den Orangea revolutionen. I alla opinionsmätningarna fram till valet fick han bara stöd av några få procent av väljarna, och i valet i fick han bara 5,45 % av rösterna.
| Viktor Jusjtjenko (första omgången) – procentandel av den totala nationella omröstning (35,33%) | Julia Tymosjenko (första omgången) – procentandel av den totala nationella omröstning (25,05%) | Serhij Tihipko (första omgången) – procentandel av den totala nationella omröstning (13,06%) |
| Arsenij Jatsenjuk (första omgången) – procentandel av den totala nationella omröstning (6,96%)  | Viktor Jusjtjenko (första omgången) – procentandel av den totala nationella omröstning(5,46%)  | Total vote distribution (första omgången) – procentandel av den totala nationella omröstning |

## Anklagelser om valfusk och falska vallöften
Båda parter anklagade varandra för valfusk, bland annat genom att skjutsa folk till vallokalerna och "hjälpa" ovanligt många att rösta i sina hem. Den ukrainska valkommissionen och den europeiska säkerhets- och samarbetsorganisationen OSSEs valobservatörer på plats rapporterade att de inte hade belägg för att Janukovitj segrat med hjälp av valfusk. Det rapporterades en del fusk från några observatörer, men inte i en skala som verkade planerad från högsta ort eller som påverkade valresultatet. OSSE berömde valet som en "imponerande uppvisning i demokrati" och uppmanade landets politiska ledare att "lyssna till folkets dom".
En knapp vecka efter presidentvalet framträdde Tymosjenko i ett tv-tal och förklarade att hon inte accepterade det officiella valresultatet utan ville överklaga det i domstol. En ukrainsk domstol upphävde tillfälligt valresultatet den 17 februari. Däremot tog domstolen inte ställning till om Janukovytj kunde tillträda presidentposten som planerad. I väntan på att domstolen skulle studera de uppgifter om valfusk som Tymosjenko lagt fram upphävdes valkommissionens officiella resultatbesked att Janukovytj vann i tre dagar. Vice ordförande för Regionernas parti Boris Kolesnikov uppgav att domstolarna hade betraktat 24 käromål av Julia Tymosjenkos block och gett avslag på dem alla.

## Janukovytj installation och försök till regeringsbildning
Parlamentet röstade ja till att Janukovytj kunde tillträda presidentposten. 238 parlamentsledamöter röstade ja till en tillträdesceremoni den 25 februari, förslaget krävde 226 röster för att gå igenom. Julia Tymosjenkos block röstade inte.
Janukovytj övertog presidentposten från Viktor Jusjtjenko den 23 februari 2010.
Tymosjenko var fortfarande premiärminister, men med en bräcklig majoritet i parlamentet.
Parlamentet antog 3 mars en misstroendeförklaring mot Tymosjenko. Därmed tvingades hon och hennes regering avgå 4 mars. Förslaget om misstroendeförklaring lades fram av Janukovytjs parti Regionernas parti, och 243 av de 450 parlamentsledamöterna röstade ja till förslaget. Tymosjenkos före detta vice premiärminister Oleksandr Turtjynov utnämndes till expeditionsministär tills en ny regering kunde bildas.
Janukovytj parti Regionernas parti förhandlade med flera andra partier i parlamentet och fick stöd av kommunisterna, Litvinblocket och flera avhoppare från Jusjtjenkos koalitionspartier. Därför fick Janukovytj en majoritet bakom sig i parlamentet.
Janukovytj namngav under förhandlingarna sina kandidater till premiärministerposten och såg tre personer som tänkbara: affärsmannen Serhij Tihipko, förre utrikesministern Arsenij Jatsenjuk och den ryskfödde förre finansministern Mykola Azarov som till sist blev den som utnämndes till premiärminister den 11 mars. Av de tre var det bara Azarov som tillhörde Regionernas parti. Både Tihipko och Arsenjuk ställde själva upp i presidentvalet men slogs ut i första omgången.
Regionernas parti kom sedan att tvingas regera i koalition.
Med enigheten mellan president och premiärminister fanns förutsättningar för politisk stabilitet i landet. Hade Janukovytj blivit tvungen att utlysa nyval var det troligt att hans parti skulle ha tappat mark.